# Oise
Oise är ett franskt departement i regionen Hauts-de-France i norra Frankrike. I den tidigare regionindelningen som gällde fram till 2015 tillhörde Oise regionen Picardie.
Departementet är uppkallat efter floden Oise och är i allmänhet jämnt och bördigt, med vackra dalar och skogar, som de vid Compiègne, Ermenon-ville, Chantilly och Hallate i söder. I norr är marken mera kuperad. Huvudfloden är Oise, i vilken departementets flesta vattendrag utmynnar. Norra delen tillhör Sommes, sydöstra Marnes flodområde. Departementet är indelat i fyra arrondissement: Beauvais, Clermont, Compiègne och Senlis. Departementshuvudstad är Beauvais.